# Бронепалубні крейсери типу «Реджіоні»
Бронепалубні крейсери типу «Реджіоні» (італ. Classe Regioni) — серія бронепалубних крейсерів Королівських ВМС Італії кінця XIX століття.

## Представники
| Назва               | Верф                                                                 | Закладений             | Спущений на воду     | Вступив у стрій     | Доля                                                                         |
| ------------------- | -------------------------------------------------------------------- | ---------------------- | -------------------- | ------------------- | ---------------------------------------------------------------------------- |
| Умбрія Umbria       | «Odero-Terni-Orlando», Ліворно                                       | 1 серпня 1888 року     | 23 квітня 1891 року  | 16 лютого 1894 року | виключений зі списків флоту у 1911 році, проданий Гаїті, затонув в 1911 році |
| Ломбардія Lombardia | «Regio Cantiere di Castellammare di Stabia», Кастелламмаре-ді-Стабія | 15 листопада 1889 року | 12 липня 1890 року   | 16 лютого 1893 року | зданий на злам у 1920 році                                                   |
| Етрурія Etruria     | «Odero-Terni-Orlando», Ліворно                                       | 1 квітня 1889 року     | 23 квітня 1891 року  | 11 липня 1894 року  | затонув 13 серпня 1918 року                                                  |
| Лігурія Liguria     | «Ansaldo», Генуя                                                     | 1 липня 1889 року      | 8 червня 1893 року   | 1 грудня 1894 року  | зданий на злам у 1920 році                                                   |
| Ельба Elba          | «Regio Cantiere di Castellammare di Stabia», Кастелламмаре-ді-Стабія | 22 вересня 1890 року   | 12 серпня 1893 року  | 27 лютого 1896 року | зданий на злам у 1923 році                                                   |
| Пулья Puglia        | верф флоту, Таранто                                                  | жовтень 1893 року      | 22 вересня 1898 року | 26 травня 1901 року | зданий на злам у 1923 році                                                   |

## Конструкція
Крейсери типу «Реджіоні» були спроєктовані головним конструктором флоту Едоардо Маздеа. Характеристики кораблів трохи відрізнялись. 
Вони мали двощогловий рангоут з косими вітрилами. 
Силова установка складалась з 4 парових котлів та 2 парових машин потужністю 6842-7677 к.с., яка забезпечувала швидкість 17,9-20,6 вузлів. Запас вугілля становив 470 т, дальність плавання на швидкості 10 вузлів - 2 100 миль.
Озброєння складалось з двох 152-мм гармат QF 6 in/40, шести 120-мм гармат QF 4.7 in Mk. I-IV, однієї 75-мм гармати, восьми 57-мм гармат Гочкіса QF 6, двох 37-мм гармат та двох 450-мм торпедних апаратів.
Бронювання палуби становило 25-50 мм, бойової рубки - 50 мм.

## Характеристика проєкту
Серія крейсерів типу «Реджіоні» була надзвичайно невдалою через малу швидкість та недостатній захист. Ці кораблі вважались застарілими ще на етапі будівництва. Проте вони використовувались доволі активно та прослужили досить довго.